# Ulrike Hauffe

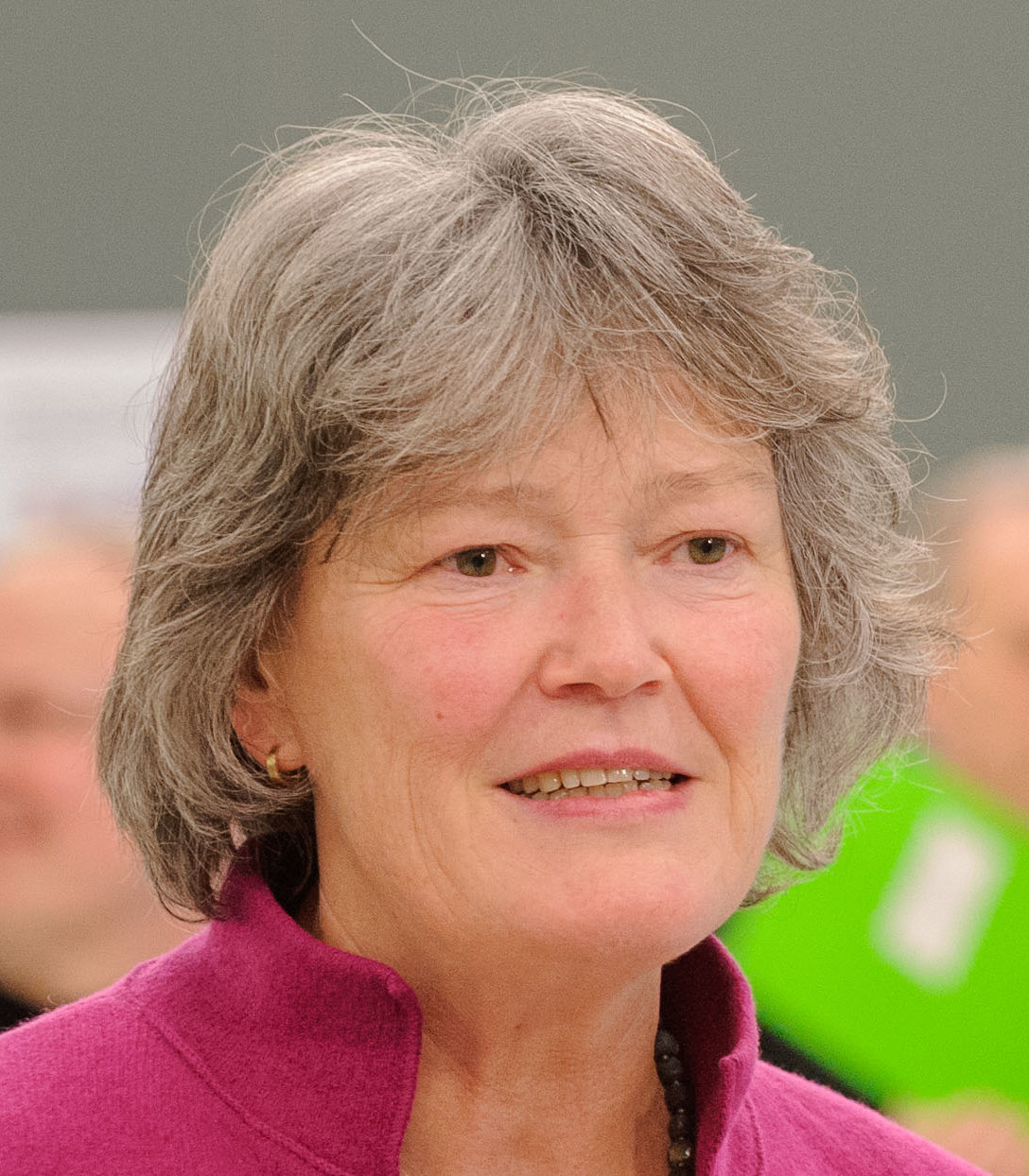
Ulrike Hauffe, 2013

Ulrike Hauffe (* 2. Mai 1951) ist  stellvertretende Vorsitzende des Verwaltungsrates der Barmer und Mitglied im Gemeinsamen Bundesausschuss (G-BA), dem höchsten Beschlussgremium der gemeinsamen Selbstverwaltung im deutschen Gesundheitswesen. Von 1994 bis 2017 war Ulrike Hauffe Landesbeauftragte für Frauen des Landes Bremen und damit Leiterin  der Bremischen Zentralstelle für die Verwirklichung der Gleichberechtigung der Frau (ZGF). Sie ist Mitglied der Gewerkschaft ver.di.

## Biografie

### Beruflicher Werdegang
Hauffe ist Diplom-Psychologin. Sie lebt seit 1983 in Bremen und übte hier zunächst Tätigkeiten in der Psychotherapie sowie in der Aus- und Weiterbildung von Ärztinnen und Hebammen aus. Von 1989 bis 1991 war sie die erste Frauenbeauftragte im bremischen öffentlichen Dienst. 1994 wurde sie von der Bremischen Bürgerschaft zur Landesbeauftragten für Frauen und Leiterin der ZGF gewählt und trat damit die Nachfolge der ersten Landesbeauftragten Ursel Kerstein an. Hauffe wurde 2006 in ihrem Amt bestätigt und damit für weitere zwölf Jahre gewählt. Im Oktober 2017 wurde sie in der oberen Rathaushalle durch einen Senatsempfang von Bürgermeister Carsten Sieling verabschiedet. Im Jahr 2017 wurde sie vom Bremer Diversity Preis als Diversity Persönlichkeit 2017 ausgezeichnet. 2018 wurde sie zur Bremer Frau des Jahres gekürt.
Seit 2005 ist Ulrike Hauffe im Verwaltungsrat der Barmer und wurde bei den Sozialwahlen 2011 und 2017 gewählt. ver.di hat mit der Internet-Plattform „Sozialversicherung-watch“ einen bundesweiten Dialog zwischen den Mitgliedern der Selbstverwaltung in der Sozialversicherung und den dort Versicherten hergestellt. Ulrike Hauffe gibt dort Auskunft über ihre Tätigkeit und unterstützt Versicherte bei ihren Anfragen.

### Weitere Mitgliedschaften
- Seit 2005 engagiert sich Hauffe als gewählte ehrenamtliche Versichertenvertreterin in der Selbstverwaltung der Barmer[6] und kandidiert 2017 wieder bei den Sozialwahlen auf Platz 1 der ver.di-Liste.
- Von 1996 bis 2005 war sie Vizepräsidentin der Deutschen Gesellschaft für Psychosomatische Frauenheilkunde und Geburtshilfe (DGPFG).
- Sie gehört von 2005 bis 2020 zum Kuratorium des Müttergenesungswerks.
- Sie war bis 2017 Vorsitzende des Ausschusses für Frauen- und Gleichstellungsangelegenheiten des Deutschen Städtetags, wozu sie erstmals 1999 als Nachfolgerin von Helga Korthaase gewählt wurde.[7]
- Sie war als Vertreterin des Senats des Landes Bremen Mitglied in den Aufsichtsgremien der Bremer Straßenbahn AG, Bremer Verkehrsgesellschaft und der Flughafen Bremen GmbH.

## Schriften
Als Mitherausgeberin:
- (mit Frauke Koppelin, Rainer Müller, Annelie Keil) Die Kontroverse um die Brustkrebs-Früherkennung, Bern 2001, ISBN 3-456-83545-0.
- (mit Elmar Brähler und Yve Stöbel-Richter) Vom Stammbaum zur Stammzelle. Reproduktionsmedizin, Pränataldiagnostik und menschlicher Rohstoff. Psychosozial-Verlag, Gießen 2002, ISBN 3-89806-134-5.
- (mit Elmer Brähler) Psychosozial 71: Moderne Schwangerschaft zwischen Machbarkeit, Zwang und Auslese. 21. Jahrgang, Nr. 71, 1998, Heft I, ISBN 978-3-932133-42-8.
- (mit Edith Bauer,  Manfred Braun und  Mura Kastendieck) Psychosomatische Gynäkologie und Geburtshilfe. Beiträge der Jahrestagung 1996. Psychosozial-Verlag, Gießen 1997, ISBN 978-3-930096-94-7.
- Als Teil der interdisziplinären Arbeitsgruppe beauftragt vom Bundesministerium für Gesundheit (2017): Nationales Gesundheitsziel - Gesundheit rund um die Geburt.
- (mit Regina Vetters) Digitale Ethik und Gendergerechtigkeit, in: Thun, Heinemann, Aulenkamp, Frauen in der digitalen Zukunft der Medizin und Gesundheitswirtschaft, Heidelberg 2021, ISBN 978-3-86216-805-7.
- (mit Dagmar Hertle und Eva Schindele) Es ist nicht egal, wie wir geboren werden und wie Frauen gebären. Ein Plädoyer für einen Kulturwandel in der Geburtshilflichen Versorgung in: Gesundheitswesen aktuell 2021, ISBN 978-3-9818809-4-6.